# Манфред IV од Салуца
Манфред IV (умро 1330. године), био је пети маркиз Салуца од 1296. године, син Томе I и Луисе од Чева.

## Биографија
Манфред је натерао комуну Салуцо (коју му је доделио његов отац) да потпише уговор којим се регулишу односи између града, његовог подестата и маркиза.
Манфред је такође наставио очево проширење маркгрофске територије, углавном кроз анексије земље и замкова. Дана 27. августа 1305. године, Манфред је одао лојалност  грофу Амадеу V Савојском за маркизат од Салуца. Године 1322, у замену за реорганизацију дугова породице Дел Карето, добио је замкове Каиро Монтенот, Рокета и Кортемилија.
Првим браком, са Беатрикс од Сицилије, ћерком краља Манфреда од Сицилије и краљице Хелене Анђел Дука, Манфред је имао једног сина, Фредерика. Међутим, пао је под утицај своје друге жене Изабеле Дорије, од које је имао троје деце (Манфреда, Теодора и Бонифација), и покушао је да за наследника постави свог другог најстаријег сина Манфреда. Ово је изазвало грађански рат након његове смрти 1330. године, који је трајао до 29. јула 1332. године, када је престо уступљен Фридриху.

## Бракови и деца
Маркиз Манфред IV се оженио, прво са, принцезом Беатрикс од Сицилије, ћерком краља Манфреда Хоенштауфена од Сицилије и краљице Хелене Анђел Дука. Имали су двоје деце:
- Фридрих I од Салуца[1]
- Катарина од Салуца. Удата за Вилијама Енгану, господара Тегленице.

Оженио се, други пут са, Изабел Дорија, ћерка Бернаба Дорије и Елеоноре Фијески. Њени родитељи су били патрицији Републике Ђенова. Имали су четворо деце:
- Манфред V од Салуца[1]
- Бонифације од Салуца
- Теодор од Салуца
- Елеонора од Салуца. Удата за Одонеа I, маркиза од Чева.

Имао је и ванбрачну ћерку Елинду од Салуца.